# جمهورية هاواي
جمهورية هاواي (بالإنجليزية: Republic of Hawaii)‏ دولة حزبية قصيرة العمر كانت توجد في هاواي بين 4 يوليو 1894، عندما انتهت الحكومة المؤقتة في هاواي، و12 أغسطس 1898، عندما ضمتها الولايات المتحدة باعتبارها منطقة مدمجة. في عام 1893 أطاحت لجنة السلامة العامة بملكة هاواي ليليوكالاني بعد أن رفضت دستور عام 1887. كانت لجنة السلامة العامة تنوي ضم هاواي في الولايات المتحدة لكن الرئيس جروفر كليفلاند، وهو ديمقراطي معارض للإمبريالية، رفض ذلك. كتب دستور جديد فيما بعد أثناء تحضير هاواي للضم.
كان زعماء الجمهورية مثل سانفورد بي دول ولورين إيه ثورستون من نسل مستوطنين أمريكيين من مواليد هاواي ويتحدثون بلغة هاواي لكنهم كانوا يتمتعون بروابط مالية وسياسية وعائلية قوية بالولايات المتحدة. كانوا يقصدون أن تصبح الجمهورية أراضي تابعة للولايات المتحدة. كان دول عضوًا سابقًا في الهيئة التشريعية الملكية من كولوا وكواي وقاضي المحكمة العليا بالمملكة، وعين ثورستون - الذي كان وزيرًا للداخلية في عهد الملك كالاكوا - لقيادة جهود الضغط في واشنطن العاصمة لتأمين هاواي. ضمها من قبل الولايات المتحدة. كانت قضية الإمبريالية في الخارج مثيرة للجدل في الولايات المتحدة بسبب أصولها الاستعمارية ، لكن تزايد الشوفينية خلال الحرب الإسبانية الأمريكية أدى إلى تراجع مناهضة الإمبريالية. في اليوم السابق لنهاية الحرب ضمت هاواي في عهد الرئيس الجمهوري ويليام ماكينلي. تم إنشاء إقليم هاواي رسميًا كجزء من الولايات المتحدة في 14 يونيو 1900.
وفي تقرير بلونت «قدم أولاً الدليل الذي حدد رسمياً تواطؤ الولايات المتحدة في الإطاحة غير القانونية بحكومة هاواي المشروعة والسلمية.» وفي الانقلاب. اتهم أنصار الملكة وجود مشاة البحرية بإخافة الملكة وبالتالي مكّن الثورة. خلص بلونت إلى أن الولايات المتحدة قد نفذت أنشطة غير مصرح بها، بما في ذلك إنزال مشاة البحرية الأمريكية بذريعة زائفة أو مبالغ فيها، لدعم المتآمرين المناهضين للملكية ؛ أن هذه الإجراءات كانت مفيدة في نجاح الثورة ؛ وأن الثورة كانت ضد رغبات غالبية سكان هاواي.